# Gremzdel
Gremzdel – wieś w Polsce położona w województwie podlaskim, w powiecie sejneńskim, w gminie Krasnopol.
W latach 1975–1998 miejscowość administracyjnie należała do województwa suwalskiego.
Na południe od wsi znajduje się jezioro o nazwie Gremzdel.